# Kimberling City
Kimberling City és una població dels Estats Units a l'estat de Missouri. Segons el cens del 2000 tenia 2.253 habitants.

## Demografia
Segons el cens del 2000, Kimberling City tenia 2.253 habitants, 1.045 habitatges, i 760 famílies. La densitat de població era de 260,4 habitants per km².
Dels 1.045 habitatges en un 17% hi vivien nens de menys de 18 anys, en un 65,8% hi vivien parelles casades, en un 4,9% dones solteres, i en un 27,2% no eren unitats familiars. En el 24,1% dels habitatges hi vivien persones soles el 15,1% de les quals corresponia a persones de 65 anys o més que vivien soles. El nombre mitjà de persones vivint en cada habitatge era de 2,16 i el nombre mitjà de persones que vivien en cada família era de 2,5.
Per edats la població es repartia de la següent manera: un 15,1% tenia menys de 18 anys, un 4,1% entre 18 i 24, un 18,9% entre 25 i 44, un 29% de 45 a 60 i un 32,9% 65 anys o més.
L'edat mediana era de 54 anys. Per cada 100 dones de 18 o més anys hi havia 88,5 homes.
La renda mediana per habitatge era de 36.727 $ i la renda mediana per família de 40.508 $. Els homes tenien una renda mediana de 30.774 $ mentre que les dones 18.000 $. La renda per capita de la població era de 19.715 $. Entorn del 4,5% de les famílies i el 6,2% de la població estaven per davall del llindar de pobresa.

## Poblacions més properes
El següent diagrama mostra les poblacions més properes.